# Брутто (альбом)
«Брутто» — первый студийный альбом музыкального коллектива «Н. О. М.» (Неформальное Объединение Молодежи), записанный в июне 1989 года в студии ЛДМ (Ленинградского Дворца Молодежи).

## Отзывы
«Идиотизм повседневности — вот, пожалуй, основная тема и главный «объект насмешек» НОМ. В этом группа является прямым наследником традиций рок-театра абсурда — от сардонических шуточек Фрэнка Заппы и ерничества Капитана Бифхарта до гротескных «парадов» и «маршей» «АВИА», мини-спектаклей «Звуков Му» и выворачивающих наизнанку обыденность альбомов раннего „ДК“», — пишет в рецензии на альбом в журнале «Мелодия» Аркадий Петров. «Всё, о чём говорится в песнях НОМ, — лишь слегка шаржированная действительность. Зеркало, которое подставляют нам „неформальные“ бытописатели, вовсе не кривое, или кривое, но не настолько, насколько непригляден предстающий перед нашим взором мир<…> Ограниченный и злобный карлик, в одиночку воюющий со сложным лифтом; „телесно убогий“ обладатель бутафорских ног, направо и налево торгующий протезами; жутковатый одлопез — не то зверь, не то леший — одним словом, неведомый обитатель лесной чащи, на которого охотятся жители деревни, чем-то напоминающей какие-нибудь Выселки из „Улитки на склоне“ Стругацких…»
Юрий Будько (журнал «Парус») обнаруживает связь текстов Брутто с поэзией Даниила Хармса и Николая Олейникова. «Различными путями идиотизируя в своих стихах драматические проявления незначительных, на первый взгляд, сторон нашего быта и культуры, они уверены, что таким языком можно также говорить и о серьезных проблемах.»

## Интересные факты
- В 1991 году 3 песни из альбома «Брутто» (Королева-гадина, Поганый вальс, Насекомые) были выпущены на виниловом промодиске фирмы «Мелодия» Сигнальная серия пластинок 1990 (1), на котором помимо Н. О. М были представлены группы Кризис, Ноль и Клуб кавалера Глюка.
- Песни «У карытцу машек», «Королева-гадина», «Карлик» и «Насекомые» в оригинальных альбомных версиях включены в первый официальный «The Best» Ultracompact, выпущенный в 1995 году. При этом для данного издания была использована запись композиции «Насекомые» с мастер-ленты. Данная версия не содержит легкого треска в самом начале, в отличие от версии, изданной годом позже на CD «Брутто» (SoLyd Records).
- В 2002 году увидел свет второй официальный «The Best» НОМ-15. 1987—2002. Альбом «Брутто» представлен на нём песнями «Насекомые» и «Королева-гадина».
- Источником фразы «У карытцу машек» служит сборник произведений русского фольклора под редакцией П. В. Киреевского. Означенная фраза приведена там в качестве загадки, отгадка которой неизвестна[4].
- Слово «Одлопез» было придумано Сергеем Бутузовым на заре его совместного с А. Кагадеевым творчества, в качестве имени инопланетного жреца. Впоследствии слово «Одлопез» было обнаружено в одном из произведений[5] С. Лема, речь шла опять-таки о других планетах, и вышеуказанный персонаж упоминался там один раз приблизительно так: «…которого отравил его племянник Одлопез». Бутузов клялся, что до того этого произведения не читал[6].
- Композиция «Протез» посвящена Петру Мамонову.
- Все композиции альбома были написаны в период 1986—1987 годов. Тогда же были сделаны первые пробные магнитофонные записи дома у Дмитрия Тихонова (Александра Ливера).
- На большинство песен «Брутто» режиссёром Виктором Макаровым и музыкантами МК НОМ были сняты видеоролики для Ленинградского телевидения (в том числе для программы «Поп-антенна»), выпущенные впоследствии на VHS и DVD в рамках официальных видео-релизов группы: Хозяева СССР или обезьянье рыло — 1994 (У карытцу машек, Насекомые), Relics 1 — 2007 (Поганый вальс, Про козла, Королева-гадина, Карлик).
- На композицию «Ламца-дрица» был также снят видеоклип, который долгое время считался утерянным. Но в июле 2011 года видеоклип был опубликован в Интернете.

## Список композиций
1. Кукла «Геннадий» I (Д.Тихонов)
2. Поганый вальс (С.Кагадеев/НОМ)
3. У карытцу машек (А.Кагадеев/НОМ)
4. Про козла (С.Бутузов, А.Кагадеев/НОМ)
5. Королева-гадина (А.Демидов/НОМ)
6. Карлик (С.Бутузов/НОМ)
7. Насекомые (С.Бутузов, А.Кагадеев/НОМ)
8. Одлопез (А.Кагадеев/НОМ)
9. Ламца-дрица (С.Бутузов, А.Кагадеев/НОМ)
10. Протез (А.Кагадеев/НОМ)
11. Кукла «Геннадий» II (Д.Тихонов)

## Участники
- Сергей Кагадеев (Хафизулла Единбекович Сагитдулов) — вокал
- Сергей Бутузов (Владимир Виссарионович Батурин) — гитара
- Андрей Кагадеев (Хафизулла Улсанбаирович Сагитдулов) — бас-гитара, ксилофон
- Дмитрий Тихонов (Александр Аверманович Ливер) — фортепьяно, синтезатор, аккордеон, вокал
- Владимир Постниченко (Готлиб Ульрихович Тузеаст) — ударные
- Юрий Салтыков (Иван Николаевич Турист) — перкуссия, сценическое действие
- Марк Бомштейн (Джунгли) — клавиши (4,10)

## Издания
- 1991 — ВФГ «Мелодия» (LP).
- 1995 — Castle Rock (компакт-кассета).
- 1996 — Solyd Records (СD, компакт-кассета).
- 2011 — Soyuz Music (CD, диджипак).